# مارسیو دیاگو
مارسیو دیاگو (به پرتغالی: Márcio Diogo Lobato Rodrigues) هافبک اهل برزیل است که در شهر Pinheiro-MA و در تاریخ ۲۲ سپتامبر ۱۹۸۵ به دنیا آمده‌است.
مارسیو دیاگو در تیم‌های فوتبال کروزیرو سابقهٔ حضور دارد.